# Peccato che sia una sgualdrina
Peccato che sia una sgualdrina ('Tis Pity She's a Whore), talvolta tradotto come Peccato che sia una puttana, è una tragedia del drammaturgo John Ford. La tragedia fu presumibilmente messa in scena per la prima volta tra il 1629 ed il 1633 dagli attori della compagnia "Queen Henrietta's Men" al Cockpit Theatre di Londra. 'Tis Pity fu stampato per la prima volta nel 1633 in quarto da Nicholas Okes e Ford dedicò l'opera a John Mordaunt, primo conte di Peterborough. È uno dei più noti esempi del genere della tragedia di vendetta.

## Trama
Giovanni, completati gli studi all'università di Bologna, ritorna a Parma, e  confessa a Frate Bonaventura di aver sviluppato una passione incestuosa per la sorella Annabella. Il religioso lo mette in guardia contro la malvagità di tali sentimenti ma Giovanni è ormai diventato un ottimo oratore capace di argomentare la sua decisione e rifiutare le rimostranze del frate. Annabella intanto rifiuta tutti i suoi corteggiatori - Bergetto, Grimaldi e Soranzo - e cede alle avance del fratello, incoraggiata dalla tutrice Putana; fratello e sorella consumano il loro amore.
Intanto Ippolita, un'ex amante di Soranzo, accusa l'uomo di averla incoraggiata a mandare il marito in una missione suicida con la promessa di sposarla una volta vedova, promessa tradita e dimenticata da Soranzo, che ha lasciato la donna. Il servo Vasques si offre di aiutare la donna a vendicarsi di Soranzo e, portato a termine il piano, i due si sposeranno. Tuttavia Richardetto non è affatto morto e torna a Parma con la nipote Philotis; l'uomo vuole vendicarsi di Soranzo e convince Grimaldi che per ottenere il consenso di Annabella dovrà pugnalare il vecchio amante della moglie con una lama avvelenata. Ma per una sfortunata coincidenza Bergetto, ora fidanzato con Philotis, si trova nel luogo in cui Grimaldi aspetta Soranzo e viene pugnalato al posto suo. Annabella accetta di sposare Soranzo e durante i festeggiamenti Ippolita propone un brindisi in onore dello sposo, certa che il bicchiere dell'ex amante sia stato avvelenato. I due brindano ed Ippolita comincia a sentirsi male: Vasques è sempre stato fedele a Soranzo ed ha avvelenato il bicchiere della donna, che muore maledicendo i presenti. Colpito dalla tragedia, Richardetto rinuncia alla vendetta e manda la nipote in convento perché almeno lei possa salvare la propria anima.
Quando Soranzo scopre che Annabella è già incinta i due litigano furiosamente e la donna realizza che il marito era davvero innamorato di lei, una scoperta che la riempie di vergogna. Soranzo rinchiude la moglie in camera e progetta una tremenda vendetta contro Annabella ed il misterioso amante insieme a Vasques. Fingendosi interessato a Putana, Vasques si fa rivelare dalla donna che l'amante di Annabella è il fratello Giovanni e punisce la donna facendola accecare dai briganti. Rinchiusa in camera da letto, Annabella usa il suo stesso sangue per scrivere una lettera in cui avverte il fratello che il marito ha scoperto la verità e che lo cerca per ucciderlo. Il frate consegna la lettera, ma Giovanni è troppo arrogante per credere di essere in pericolo ed accetta l'invito alla festa di compleanno del cognato. Rassegnato, frate Bonaventura lascia Parma per evitare di essere ulteriormente immischiato nella losca faccenda. Durante la festa Giovanni visita la sorella nella sua stanza e la pugnala mentre le dà un bacio. Entra quindi nella sala della festa con il cuore di Annabella impalato su un pugnale e confessa ai presenti l'incesto: scoperta la tresca tra il figlio e la figlia, il vecchio Florio muore sul colpo. Giovanni uccide Soranzo ma viene a sua volta ferito da Vasques, che ordina ai briganti di finirlo. Dopo il massacro interviene il cardinale, che ordina che Putana sia messa al rogo, Vasques bandito e le ricchezze dei morti consegnate alla chiesa. Richardetto rivela la sua vera identità ed il cardinale conclude la tragedia con un commento su Annabella, di cui tutti potrebbero dire che è un peccato che fosse una sgualdrina.

## Fonti
Diversi critici ipotizzano che John Ford possa aver trovato l'ispirazione della tragedia nello scabroso fatto di cronaca francese di Julien e Marguerite de Ravalet, una coppia di fratelli giustiziati per incesto a Parigi nel 1603.  Ford potrebbe aver sentito del fatto direttamente o potrebbe averlo letto in uno dei resoconti romanzati dell'epoca, tra cui il popolare Des Amours incestueuses d'un frère et d'une soeur et de leur fin malheureuse et tragique di François de Rosset.

## Accoglienza
L'importanza dell'incesto nella trama ha reso la tragedia una delle opere più controverse nella letteratura inglese, al punto da essere frequentemente omessa dalle edizioni dell'opera omnia di Ford. L'uso della parola "whore" nel titolo (spesso tradotto come "sgualdrina", ma anche con "troia" e "puttana") ha fatto sì che produzioni o stampe successive ribattezzassero la tragedia per evitare il termine scurrile, ricorrendo ad eufemismi come Giovanni and Arabella o The Brother and Sister, oppure troncando il titolo dopo 'tis Pity. Come Mark Stavig ha fatto notare, l'elemento di scandalo della tragedia sta nel fatto che Giovanni non venga mai davvero condannato per le sue azioni, ma che anzi si presenti come un giovane brillante, talentuoso e carismatico. La tragedia è stata rivalutata e riscoperta da critici e registi nella seconda metà del Novecento, che hanno mostrato di apprezzare la costruzione dell'opera, l'ambiguità del testo ed il virtuosismo retorico di Ford.

## Rappresentazioni e adattamenti

### Rappresentazioni
La tragedia fu portata in scena per la prima volta dalla compagnia dei Queen Henrietta's Men al Cockpit Theatre di Londra; la prima rappresentazione ebbe presumibilmente luogo nel 1626 oppure tra il 1629 e il 1633. Nonostante i temi scabrosi l'opera si rivelò una scelta popolare ancora durante la Restaurazione e Samuel Pepys descrive nei suoi diari una rappresentazione vista nel 1661 al Salisbury Court Theatre. Successivamente l'opera fu trascurata dalle compagnie teatrali e omessa dalle antologie dell'opera di Ford o del teatro giacobita per gli argomenti trattati, ma si dimostrò di maggior successo nell'Europa continentale. Maurice Maeterlinck tradusse in francese la tragedia, che andò in scena al Théâtre de l'Œuvre di Parigi con il titolo Annabella. Il ventesimo secolo ha visto il ritorno di Peccato che sia una sgualdrina sulle scene inglesi, rimessa in cartellone al Shaftesbury Theatre di Londra nel 1923, all'Arts Club nel 1934 e in due produzioni allestite da Donald Wolfit a Cambridge (1940) e Londra (1941).
Nel 1961 Luchino Visconti ha diretto un nuovo allestimento parigino con Romy Schneider ed Alain Delon nel ruolo dei fratelli incestuosi. Nel 1980 Declan Donnellan ha diretto un revival londinese per New Theatre con Angelique Rockas nella parte di Annabella, in scena all'Half Moon Theatre. Nel 2003 Luca Ronconi ha diretto una produzione italiana al Teatro Farnese di Parma con il titolo Peccato che sia una puttana; Luciano Roman interpretava Giovanni. Tradotta da Nadia Fusini, la tragedia è tornata sulle scene italiane alla Galleria Toledo di Napoli con la regia di Laura Angiulli.

### Adattamenti
La tragedia è stata liberamente riadattata da Giuseppe Patroni Griffi nel film del 1971 Addio fratello crudele. Peter Greenaway ha detto che la tragedia di Ford è alla base del suo film del 1989 Il cuoco, il ladro, sua moglie e l'amante.

## Nella cultura di massa
Nel suo album Blackstar David Bowie ha inciso la canzone 'Tis a Pity She Was a Whore, il cui titolo è quasi identico a quello della tragedia, mentre il singolo dallo stesso album Sue (Or in a Season of Crime) racconta dell'indecisione di Annabella tra Giovanni e Soranzo.